# London River
London River, conocida en Hispanoamérica como A la orilla del río, es una película de 2009 del director francoargelino Rachid Bouchareb.